# Ōmishima-Brücke
Die Ōmishima-Brücke (japanisch 大三島橋 Ōmishima-bashi) ist eine Bogenbrücke, die über die Hanaguri-Meerenge (鼻栗瀬戸) zwischen den Inseln Ōmishima und Hakata-jima in der japanischen Seto-Inlandsee führt. Sie liegt innerhalb des Verwaltungsgebiets der Stadt Imabari in der Präfektur Ehime.
Der Bau der Bogenbrücke begann 1975. Im Mai 1979 wurde sie für den Verkehr freigegeben. Sie war damit die erste der neun Honshū und Shikoku verbindenden Brücken der Shimanami-Autobahn (auch Nishiseto-Autobahn, E76). Der Baubeginn war eigentlich für 1973 geplant, wurde aber aufgrund der Ölkrise in diesem Jahr verschoben. Die etwa 60 km lange Autobahn verläuft von der Stadt Onomichi in der Präfektur Hiroshima auf Honshū nach Süden über die bewohnten Inseln Mukaishima, Innoshima, Ikuchijima, Ōmishima, Hakata-jima und Ōshima bis zur Stadt Imabari in der Präfektur Ehime auf Shikoku. Die Inselkette ist Teil der Geiyo-Inseln und liegt innerhalb des Setonaikai-Nationalparks. Über diese und die Ōmishima-Brücke führt auch der Shimanami-Kaidō-Radweg (しまなみ海道サイクリングロード), der wegen der Aussicht über die Inseln der Seto-Inlandsee beliebt ist.
Als Pilotprojekt orientierten sich die nachfolgenden Brücken auch am hellgrauen Anstrich der Brücke. Die Ōmishima-Brücke hat eine lichte Höhe von 26 m und eine Länge von 328 m bei einer Bogenspannweite von 297 m. Zum Zeitpunkt der Eröffnung war sie die Brücke mit der längsten Bogenspannweite in Japan. Gleichzeitig ist sie die einzige Bogenbrücke der Shimanami-Brücken und die zweitkürzeste nach der 325 m langen Hakata-Brücke (伯方橋), die 1988 eröffnet wurde und zusammen mit der Ōshima-Brücke (大島大橋) Hakata-jima mit Ōshima verbindet. Das Gewicht des Stahlaufbaus der Ōmishima-Brücke beträgt 5300 t und 700 t für den Unterbau. Das Volumen des für den Überbau verwendeten Betons beträgt 1.500 m³ und für den Unterbau 21.000 m³. Die Pfeilhöhe beträgt 49 m.

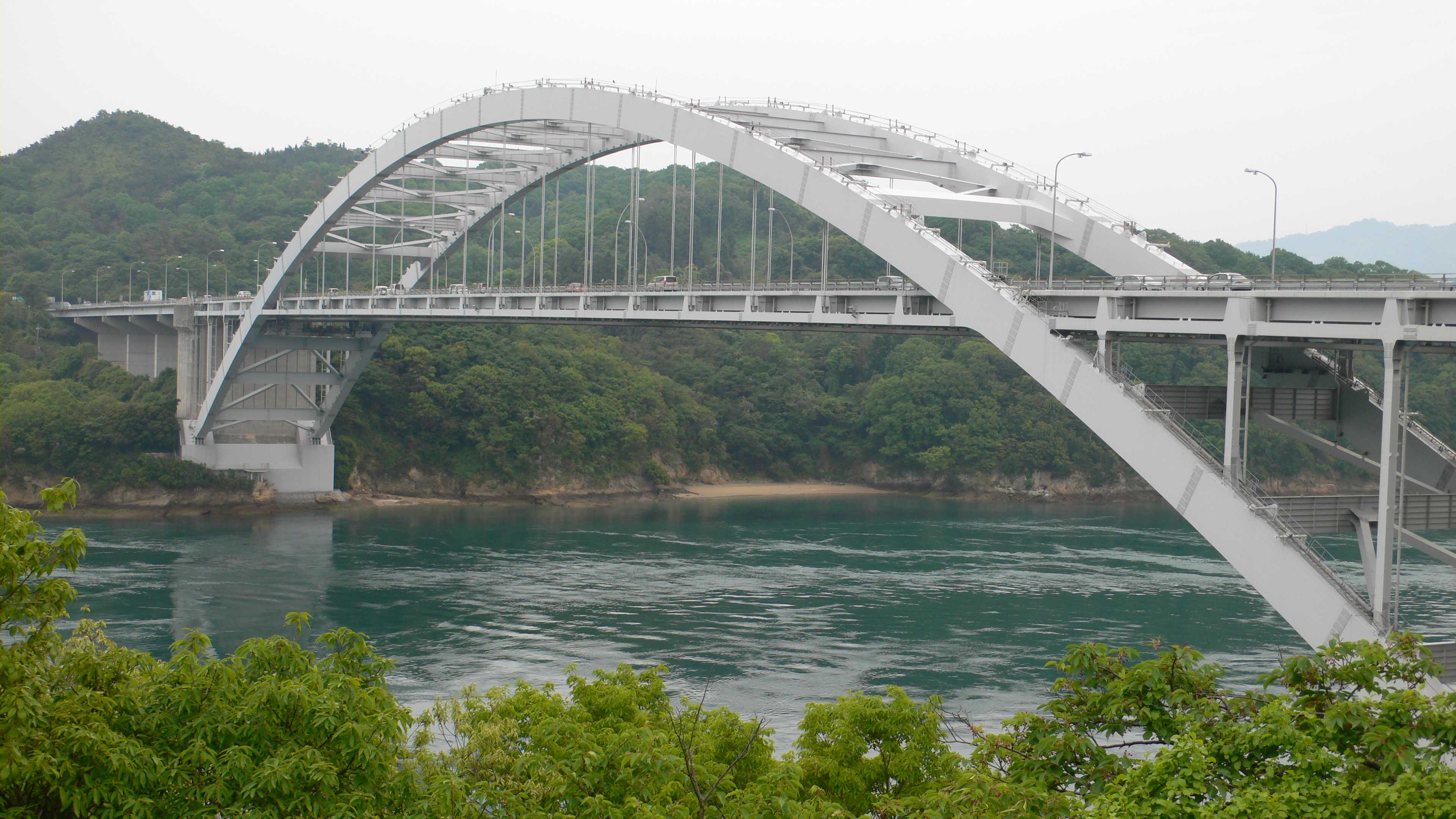
Schrägansicht
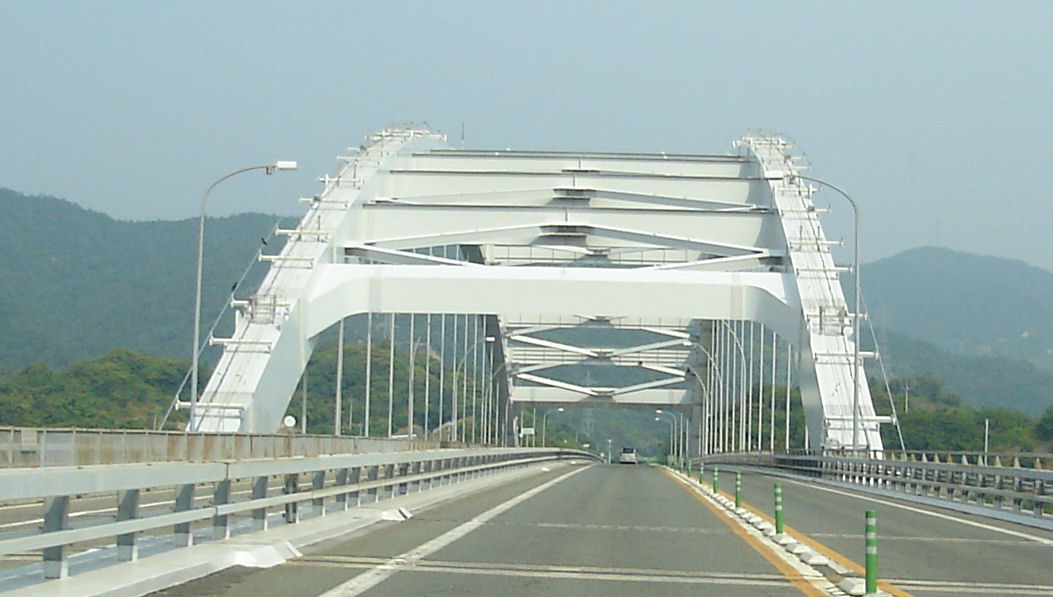
Fahrbahn

Östlich der Nishiseto-Autobahn gibt es mit Seto-Ōhashi für Kraftfahrzeuge und Eisenbahn zwischen Präfektur Okayama und Präfektur Kagawa sowie mit der Kōbe-Awaji-Naruto-Autobahn zwei weitere Brückenverbindungen zwischen Honshū und Shikoku.